# Sheffield Wednesday Football Club 2016-2017
Questa pagina raccoglie i dati riguardanti lo Sheffield Wednesday Football Club  nelle competizioni ufficiali della stagione 2016-2017.

## Organico

### Rosa
| N. |                        | Ruolo | Calciatore      |
| -- | ---------------------- | ----- | --------------- |
| 1  | Irlanda (bandiera)     | P     | Keiren Westwood |
| 2  | Inghilterra (bandiera) | P     | Joe Wildsmith   |
| 3  | Inghilterra (bandiera) | C     | David Jones     |
| 5  | Inghilterra (bandiera) | C     | Kieran Lee      |
| 6  | Scozia (bandiera)      | A     | Steven Fletcher |
| 7  | Svizzera (bandiera)    | C     | Almen Abdi      |
| 8  | Senegal (bandiera)     | C     | Modou Sougou    |
| 12 | Paesi Bassi (bandiera) | D     | Glenn Loovens   |
| 14 | Inghilterra (bandiera) | A     | Gary Hooper     |
| 15 | Inghilterra (bandiera) | D     | Tom Lees        |
| 16 | Scozia (bandiera)      | D     | Liam Palmer     |
| 17 | Scozia (bandiera)      | A     | Jordan Rhodes   |
| 21 | Portogallo (bandiera)  | A     | Marco Matias    |

| N. |                        | Ruolo | Calciatore          |
| -- | ---------------------- | ----- | ------------------- |
| 22 | Portogallo (bandiera)  | C     | Filipe Melo         |
| 23 | Inghilterra (bandiera) | D     | Sam Hutchinson      |
| 24 | Portogallo (bandiera)  | C     | José Semedo         |
| 28 | Paesi Bassi (bandiera) | C     | Urby Emanuelson     |
| 32 | Inghilterra (bandiera) | D     | Jack Hunt           |
| 33 | Scozia (bandiera)      | C     | Ross Wallace        |
| 34 | Inghilterra (bandiera) | P     | Jake Kean           |
| 36 | Rep. Ceca (bandiera)   | D     | Daniel Pudil        |
| 38 | Inghilterra (bandiera) | C     | Will Buckley        |
| 41 | Scozia (bandiera)      | C     | Barry Bannan        |
| 42 | Belgio (bandiera)      | D     | Marnick Vermijl     |
| 44 | Austria (bandiera)     | A     | Atdhe Nuhiu         |
| 45 | Italia (bandiera)      | A     | Fernando Forestieri |